# Luís Castro (1961)
Luís Manuel Ribeiro Castro (Mondrões, 3 september 1961) is een Portugees voetbaltrainer. In juni 2023 werd hij aangesteld bij Al-Nassr.

## Carrière
Castro was lang actief als trainer voor kleinere clubs, zoals RD Águeda, GD Mealhada, CD Estarreja en AD Sanjoanense. In 2004 streek hij neer bij FC Penafiel, waar hij na twee seizoenen weer vertrok nadat de club gedegradeerd was uit de Segunda Liga. Vervolgens werd hij jeugdtrainer bij FC Porto. In 2013 werd hij gepromoveerd tot hoofdtrainer van de beloften van de club. Op 5 maart 2014 werd Castro, na het ontslag van Paulo Fonseca aangesteld als eindverantwoordelijke van het eerste elftal tot het einde van het seizoen. In 2019 werd Castro aangesteld als vervanger van Paulo Fonseca als hoofdcoach van Sjachtar Donetsk.
In het seizoen 2021/22 coachte hij in Qatar, bij Al-Duhail. Het seizoen daarop werd hij aangesteld als trainer van Botafogo. In het Braziliaans landskampioenschap van 2023 leidde hij de club naar de eerste plaats. Na een derde van het seizoen haalde Al-Nassr hem weg uit Brazilië. Met deze transfer werd Luis Castro de op dat moment zesde best betaalde coach ter wereld.